# Stemloze palataal-velaire fricatief
De stemloze palataal-velaire fricatief is een medeklinker die in het Internationaal Fonetisch Alfabet wordt aangeduid met /ɧ/, en in X-SAMPA met x\. De klank, en variaties hierop, komt vooral veel voor in dialecten in Zweden. Alternatieve namen voor de klank zijn: stemloze dorso-palatale velaire fricatief, stemloze postalveolaire en velaire fricatief, of stemloze dubbel gearticuleerde velar en palatoalveolaire fricatief en de sje-klank.

## Kenmerken
- De manier van articulatie is fricatief, wat wil zeggen dat de klank geproduceerd wordt door hinder die de luchtstroom ondervindt op de plaats van articulatie, waardoor turbulentie ontstaat.
- Het articulatiepunt van de klank is niet met zekerheid vast te stellen, en derhalve onderwerp van discussie. Sommige bronnen spreken van velaar en postalveolaar, maar ook labiodentaal wordt vaak genoemd als articulatiepunt.
- Het type articulatie is stemloos, wat betekent dat de stembanden niet meetrillen bij het vormen van de klank.
- Het is een orale medeklinker, wat inhoudt dat lucht door de mond kan ontsnappen.
- Het is een centrale medeklinker, wat inhoudt dat de klank wordt geproduceerd door de luchtstroom over het midden van de tong te laten stromen in plaats van langs de zijkanten.
- Het luchtstroommechanisme is pulmonisch-egressief, wat wil zeggen dat lucht uit de longen gestuwd wordt, in plaats van uit de glottis of de mond.

Deze pagina bevat fonetische informatie in het IPA, die in sommige browsers mogelijk niet correct wordt weergegeven.
Waar symbolen in paren voorkomen, vertegenwoordigt het rechter teken een stemhebbende medeklinker. Gearceerde gebieden bevatten medeklinkers die worden beschouwd als onuitspreekbaar.
Zie ook: IPA, Klinkers